# Zichy Kázmér (1802–1847)
Gróf zicsi és vázsonykői Zichy Kázmér (Pozsony, 1802. december 5. – Buda, 1847. május 26.) magyar főnemes.

## Élete
Esterházy Amália (1776–1817) és Zichy Ferenc (1774–1861) gyermekeként született. Testvérei Zichy Ferenc Szerafin (1811–1900), és Zichy Lipót (1805–1869)
Főrendiként részt vett az 1830-as pozsonyi országgyűlésen.
1833. szeptember 3-án vette feleségül Königsegg-Rottenfels Mária Ottíliát. Két gyermeke született: Zichy Kreszcencia (1836–1881) és Zichy János (1834–1916). Egy időben apja zichyújfalui birtokán gazdálkodott.
1847. május 26-án hunyt el Budán, 44 évesen.